# Harris Newman
Pour les articles homonymes, voir Newman.
 (mars 2024).
La mise en forme du texte ne suit pas les recommandations de Wikipédia : il faut le « wikifier ».
Les points d'amélioration suivants sont les cas les plus fréquents. Le détail des points à revoir est peut-être précisé sur la page de discussion.
- Les titres sont pré-formatés par le logiciel. Ils ne sont ni en capitales, ni en gras.
- Le texte ne doit pas être écrit en capitales (les noms de famille non plus), ni en gras, ni en italique, ni en « petit »…
- Le gras n'est utilisé que pour surligner le titre de l'article dans l'introduction, une seule fois.
- L'italique est rarement utilisé : mots en langue étrangère, titres d'œuvres, noms de bateaux, etc.
- Les citations ne sont pas en italique mais en corps de texte normal. Elles sont entourées par des guillemets français : « et ».
- Les listes à puces sont à éviter, des paragraphes rédigés étant largement préférés. Les tableaux sont à réserver à la présentation de données structurées (résultats, etc.).
- Les appels de note de bas de page (petits chiffres en exposant, introduits par l'outil «  Source ») sont à placer entre la fin de phrase et le point final[comme ça].
- Les liens internes (vers d'autres articles de Wikipédia) sont à choisir avec parcimonie. Créez des liens vers des articles approfondissant le sujet. Les termes génériques sans rapport avec le sujet sont à éviter, ainsi que les répétitions de liens vers un même terme.
- Les liens externes sont à placer uniquement dans une section « Liens externes », à la fin de l'article. Ces liens sont à choisir avec parcimonie suivant les règles définies. Si un lien sert de source à l'article, son insertion dans le texte est à faire par les notes de bas de page.
- La présentation des références doit suivre les conventions bibliographiques. Il est recommandé d'utiliser les modèles {{Ouvrage}}, {{Chapitre}}, {{Article}}, {{Lien web}} et/ou {{Bibliographie}}. Le mode d'édition visuel peut mettre en forme automatiquement les références.
- Insérer une infobox (cadre d'informations à droite) n'est pas obligatoire pour parachever la mise en page.

Pour une aide détaillée, merci de consulter Aide:Wikification.
Si vous pensez que ces points ont été résolus, vous pouvez retirer ce bandeau et améliorer la mise en forme d'un autre article.
 (septembre 2020).
Harris Newman est un musicien canadien et ingénieur de mastering basé à Montréal, Québec, Canada. Il travaille à Grey Market Mastering, qui se situe dans le même bâtiment que le studio d'enregistrement Hotel2Tango ainsi que le label de musique post-rock, Constellation Records. Newman a masterisé des centaines d'albums depuis 1998 pour des artistes aussi variés queGodspeed You! Black Emperor, Wolf Parade, Frog Eyes, A Silver Mt. Zion, Vic Chesnutt, Astral Swans, Carla Bozulich, BBQ, Les Sexareenos, Ravens & Chimes, Mélasse, Think About Life, We Are Wolves, aKido , et Oiseaux-Tempête.
Il est également guitariste et bassiste. Il a enregistré avec les groupes montréalais Sackville, Hrsta, Triple Burner, Esmerine, Angela Desveaux. Dans le cadre de son projet personnel de guitare acoustique, il a sorti plusieurs enregistrements sur Strange Attractors Audio House. Son style de guitare acoustique a été comparé à John Fahey.

## Discographie
- Ignatz & Harris Newman Bring You Buzzard Meat (2009)
- Decorated (2008)
- Harris Newman / Mauro Antonio Pawlowski split 12 inch (2008)
- Dark Was The Night (2006)
- Triple Burner (2006)
- Accidents With Nature And Each Other (2005)
- Non-Sequiturs (2003)